# Racemizacja
Racemizacja – powstawanie mieszanin enancjomerów z substratów będących czystymi enencjomerami, powstaje racemat; zachodzi pod wpływem temperatury lub podczas reakcji chemicznej.